# Маркграфнойзідль
Маркграфнойзідль (нім. Markgrafneusiedl) — муніципалітет з 882 жителями (станом на січень 2023) в окрузі Гензерндорф у Нижній Австрії.

## Географія
Маркграфнойзідль розташований на схід від Відня та на південний схід від Дойч-Ваграма в Мархфельді, частині Вайнфіртеля, на схилі Ваграм. Найбільшою річкою є Русбах, яка формує кордон на південному сході. Площа муніципалітету займає двадцять квадратних кілометрів. Більш ніж половина використовується для сільського господарства, вісім відсотків покрито лісом.

## Конгрегаційна структура
Існує лише кадастровий муніципалітет Маркграфнойзідль.

## Історія
Маркграфнойзідль, ймовірно, був заснований в 11 столітті. Після того, як територія була відвойована від угорців, маркграф Зігфрід правив територією з 1044 року. Він провів розчищення і це було, мабуть, першим місце, де було засновано Маркграфнойзідль. Перша документальна згадка була в Klosterneuburg Salbuch між 1120 і 1129 роками як novellum sartum marchionis. Пізніше Маркграфнойзідль перейшов у володіння бургграфів Нюрнберга. Документ із Віденського міського архіву показує, як Хадольт фон Екарцау, один із цих бурграфів, позичав товари в Маркграфнойзідлі у 1388 році. З 1415 року герцоги Австрії були феодалами Маркграфнойзідля. За ними наступило правління Волькерсдорфа. У 1423 році Рюдігер фон Штархемберг успадкував цю територію, а в 1542 році дружина імператора Фердинанда I купила землю, щоб заповідати її лікарні імперського двору у Відні.

## Культура і пам'ятки

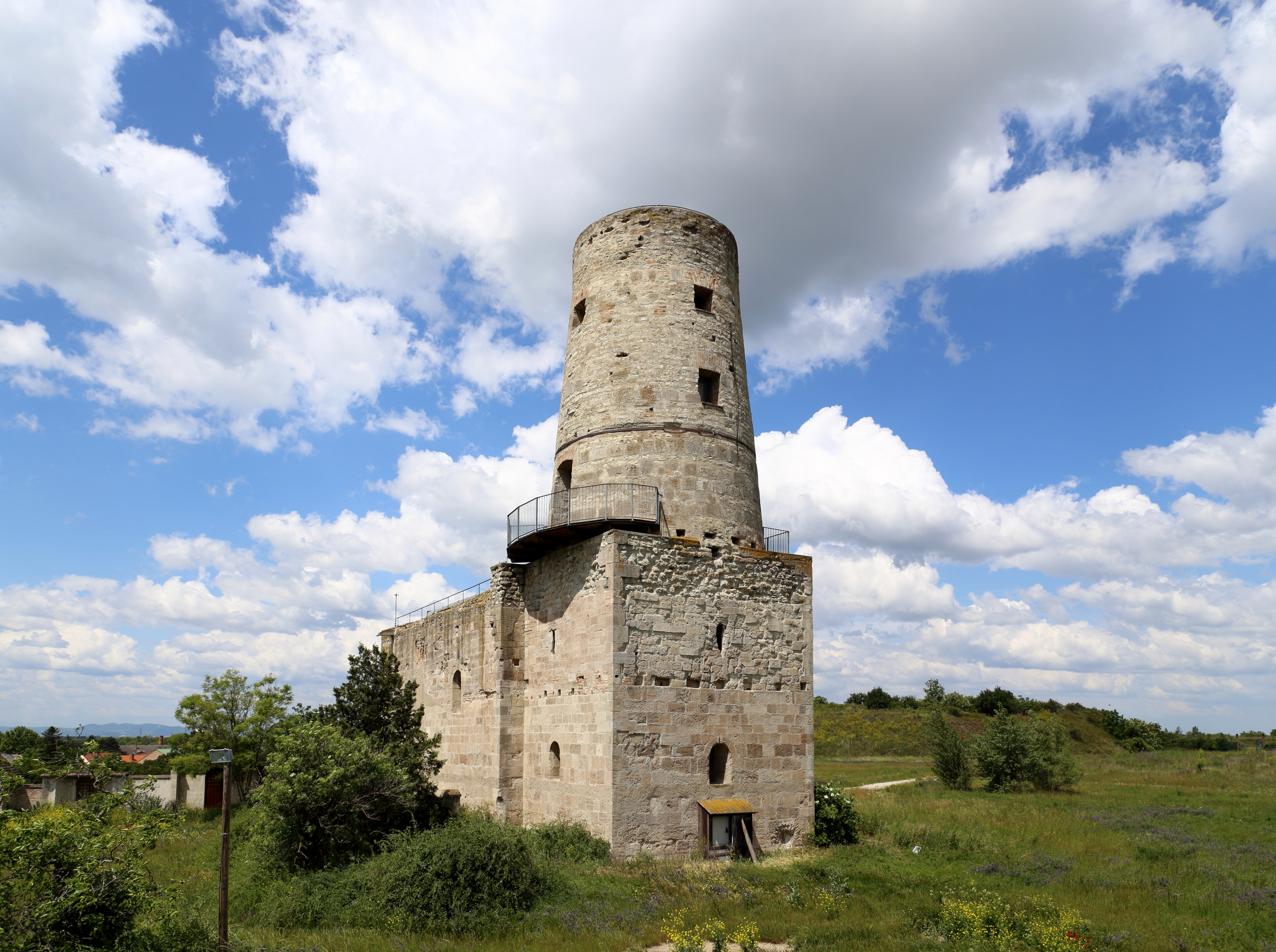
Руїни церкви Markgrafneusiedl, див. Герб, з оглядовим майданчиком
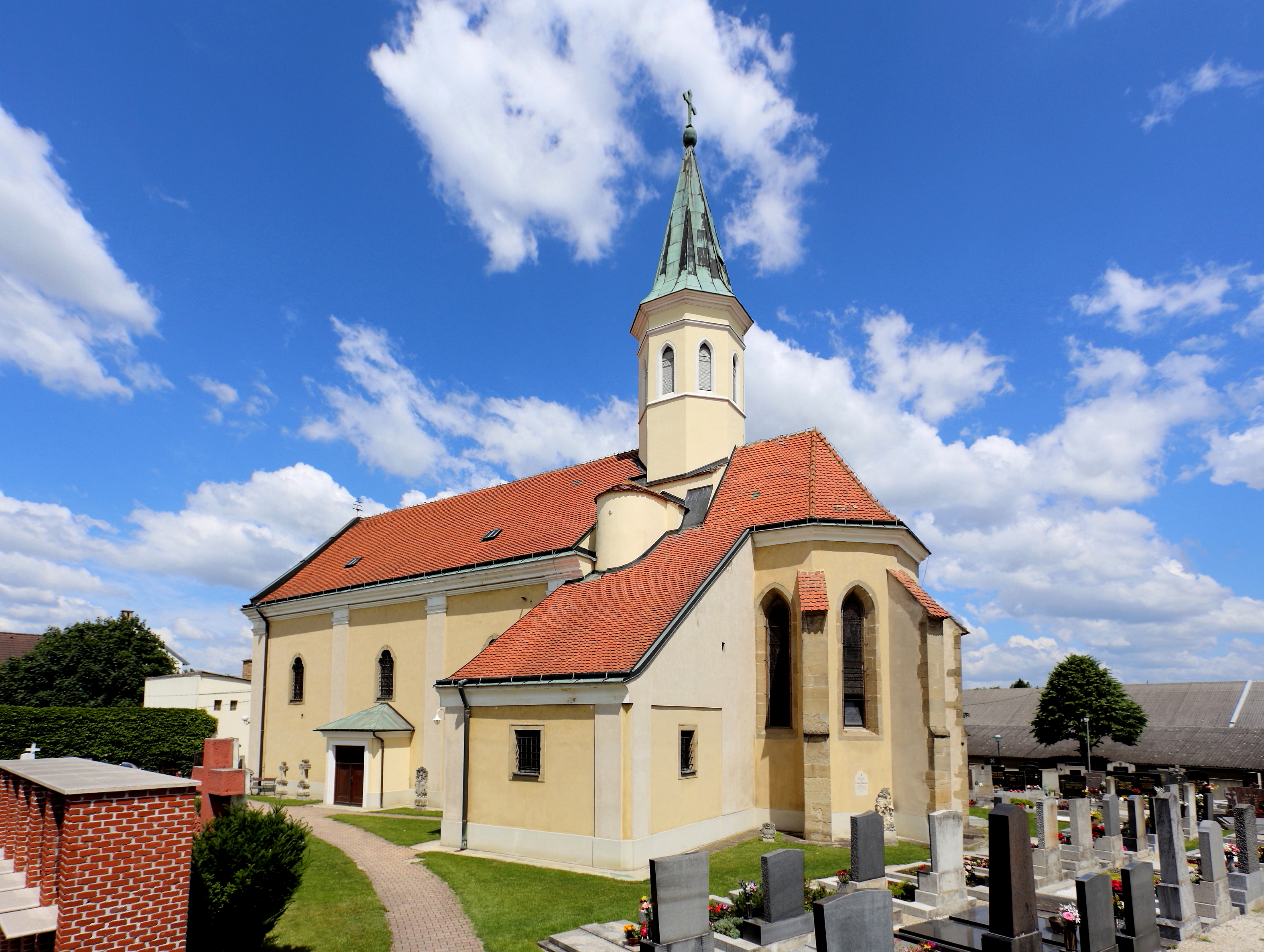
Парафіяльна церква Маркграфнойзідль
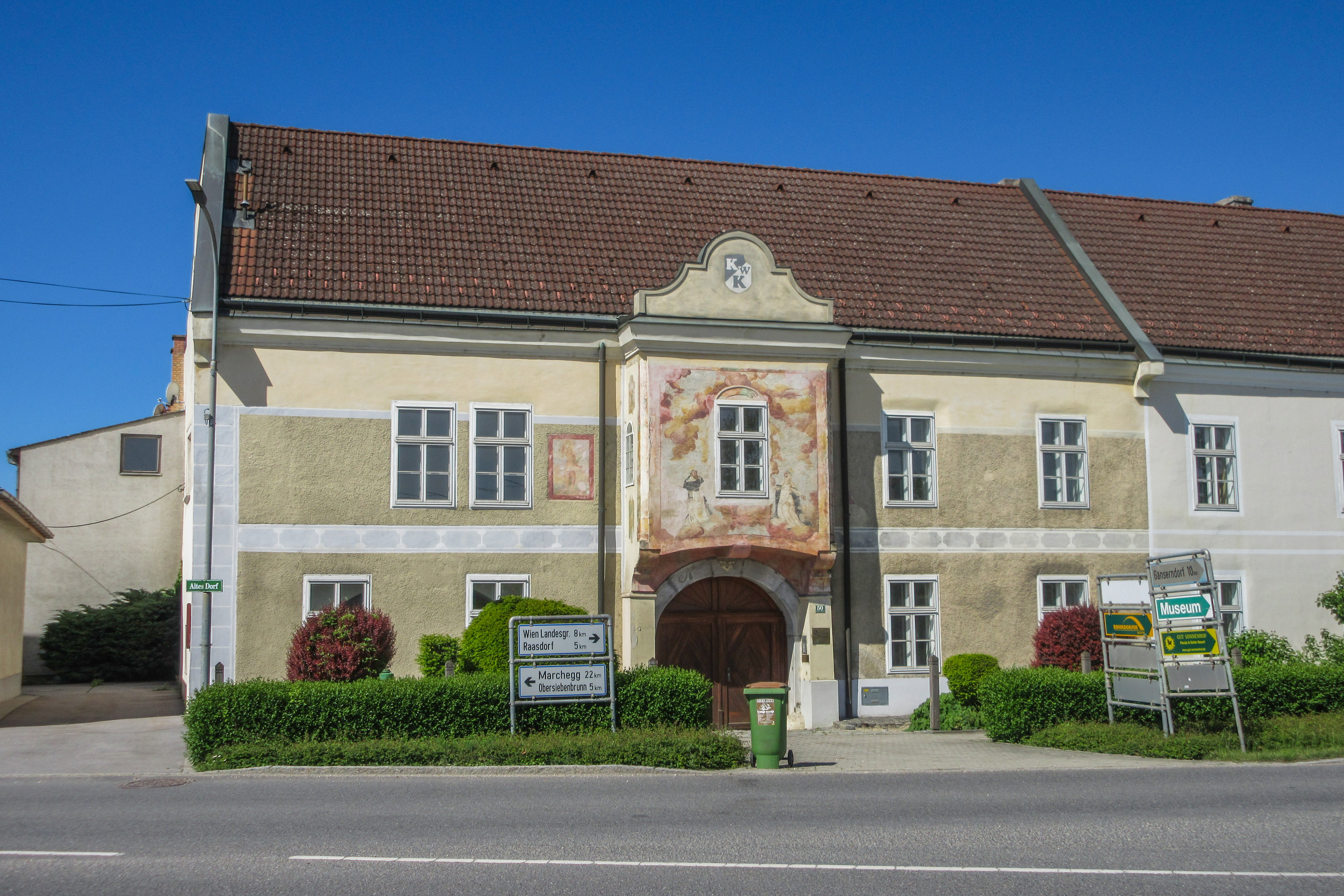
Керфенхоф у Маркграфнойзідлі
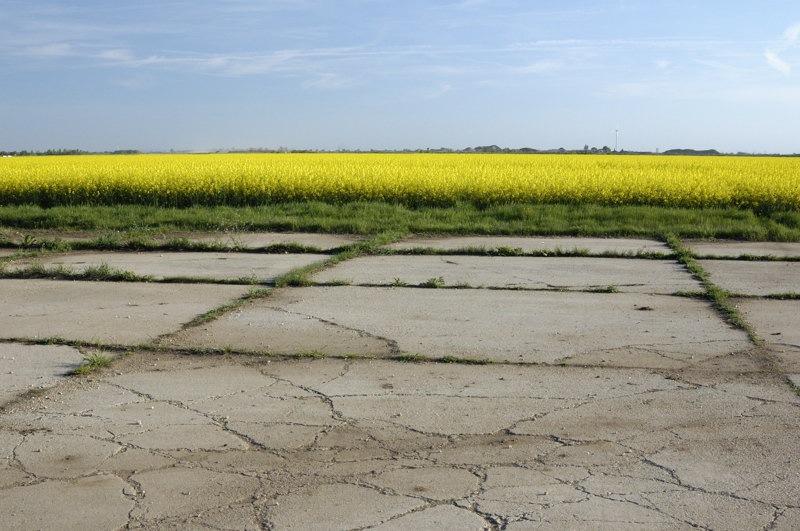
Руїни військового аеродрому